# 董文胜
董文胜（？—），中共党员，1987年毕业于南开大学，历任泰达控股办公室副主任，泰达公交党支部书记、经理，滨海公交党委书记、董事长、总经理，天津泰达足球俱乐部董事长、总经理。
曾任泰达控股总经理室副主任、天津市对外经济贸易委员会研究室主任。2003年，出任泰达公交总经理。2012年，泰达公交与塘沽公交整合成为滨海新区公交集团，董文胜出任滨海公交总经理。2017年7月3日，就任天津泰达足球俱乐部董事长、总经理。2021年7月，因涉嫌严重违纪违法，接受天津纪委的纪律审查和监察调查。2022年2月，天津市河东区人民检察院依法以涉嫌受贿罪对董文胜作出逮捕决定。2022年3月，因涉嫌受贿，由天津市河东区人民检察院依法向天津市河东区人民法院提起公诉。